# 11019 Hansrott
A 11019 Hansrott (ideiglenes jelöléssel 1984 HR) a Naprendszer kisbolygóövében található aszteroida. Antonín Mrkos fedezte fel 1984. április 25-én.